# Rian Johnson

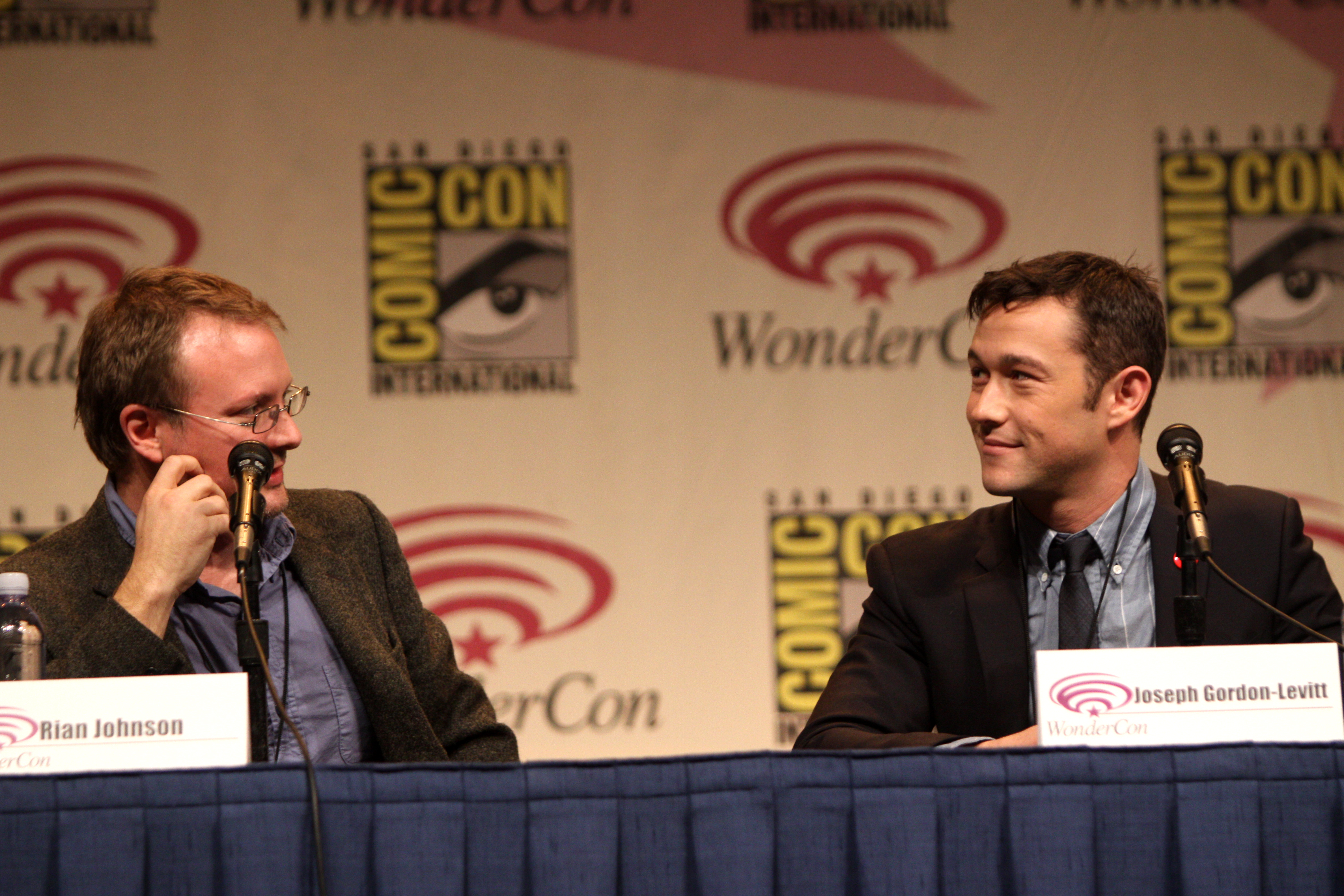
Rian Johnson i Joseph Gordon-Levitt

Rian Johnson (ur. 17 grudnia 1973 w Silver Spring) – amerykański reżyser, scenarzysta i producent filmowy, okazjonalnie aktor.

## Życiorys
Urodził się 17 grudnia 1973 w Silver Spring stanie Maryland.
Reżyserował kilka odcinków różnych seriali, w tym Breaking Bad. Był reżyserem oraz scenarzystą filmów Kto ją zabił? (2005), Niesamowici bracia Bloom (2008) oraz Looper – Pętla czasu (2012). W grudniu 2017 premierę miał kolejny jego film – Gwiezdne wojny: Ostatni Jedi – ósma część cyklu Gwiezdne wojny.
Wystąpił w roli cameo jako jeden z imperialnych techników w Łotr 1. Gwiezdne wojny – historie, podkładał głos pod Bryana w dwóch odcinkach serialu BoJack Horseman.
W listopadzie 2017 Disney ogłosił, plany nakręcenia kolejnej trylogii filmowa w uniwersum Gwiezdnych wojen, której twórcą miał być Johnson. Reżyser skupił się jednak na produkcjach kryminalnych: filmie Na noże i jego samodzielnych sequelach oraz serialu Poker Face.
Otrzymał 18 nagród filmowych i 33 nominacje.

## Filmografia
Na podstawie IMDb:

### Filmy
- 2005: Kto ją zabił?
- 2008: Niesamowici bracia Bloom
- 2012: Looper – Pętla czasu
- 2017: Gwiezdne wojny: Ostatni Jedi
- 2019: Na noże
- 2022: Glass Onion: Film z serii „Na noże”

Do wszystkich reżyserowanych filmów napisał także scenariusz.

### Seriale
- 2010: Terriers (1 odcinek)
- 2010–2013: Breaking Bad (3 odcinki)
- 2023, 2025: Poker Face (twórca)

### Filmy krótkometrażowe
- 1996: Evil Demon Golfball from Hell!!!
- 2001: Ben Boyer and the Phenomenology of Automobile Branding
- 2002: The Psychology of Dream Analysis
- 2008: The Mountain Goats: Woke Up New